# Le Fils (1973)
Le Fils is een Franse film van Pierre Granier-Deferre die werd uitgebracht in 1973.

## Samenvatting
Ange Orahona is een gangster die een hele tijd geleden naar de Verenigde Staten is geëmigreerd. Zijn moeder ligt op sterven. Hij reist terug naar zijn geboortedorp in Corsica om zijn moeder bij te staan, temeer omdat hij de begrafenis van zijn vader enkele jaren geleden niet heeft kunnen bijwonen.
Van bij zijn aankomst hangt er een onheilspellende sfeer in het dorp. In het huis van zijn moeder ziet hij dat zijn jongere broer Baptiste is getrouwd met zijn jeugdliefde Maria en dat het koppel inwoont met hun zoontje. Hij ontmoet vrienden en bekenden van vroeger. Wanneer het overlijden van zijn vader ter sprake komt voelt hij aan hun reacties dat zijn vader geen natuurlijke dood is gestorven. Hij komt de ware toedracht echter niet te weten.
Hij komt bovendien te staan tegenover een perfide bouwpromotor en diens handlanger. 

## Rolverdeling
| Acteur               | Personage                                       |
| -------------------- | ----------------------------------------------- |
| Yves Montand         | Ange Orahona                                    |
| Lea Massari          | Maria                                           |
| Marcel Bozzuffi      | Bruno                                           |
| Frédéric de Pasquale | Baptiste, de broer van Ange en de man van Maria |
| Germaine Delbat      | de moeder van Ange en Baptiste                  |
| Henri Nassiet        | de oude onderwijzer                             |
| Paul Amiot           | de dokter                                       |
| Dominique Zardi      | de clochard                                     |
| Pierre Londiche      | de tweede schurk                                |
| Yvon Lec             | le père Joseph                                  |
| Susan Hampshire      | de Amerikaanse vriendin van Ange                |